# Campos de tiro en Argentina
Los campos de tiro en Argentina se refieren a clubes de caza y tiro o comúnmente llamados "polígonos" para la práctica del tiro deportivo. Se distribuyen a lo largo de todo el país encontrándose el mayor número de ellos en las provincias de Buenos Aires y Santa Fe. Los requisitos que deben reunir estas entidades en cuanto a seguridad y exigencias técnicas para la práctica de las diferentes disciplinas del tiro, se encuentran reguladas por el organismo oficial RENAR (Registro Nacional de Armas).

## Historia
La práctica del tiro en Argentina fue introducida originalmente por los inmigrantes suizos que se asentaron principalmente en la región central del país (Santa Fe en su mayoría, Entre Ríos y Buenos Aires). De allí que las primeras instituciones dedicadas a este deporte fueron fundadas por suizos (y por lo menos una por alemanes), desde mediados del siglo XIX hasta su fin.
El primero de ellos fue la "Sociedad Internacional Suiza de Villa San José" (Entre Ríos) fundado en 1859, considerado el primer polígono de Sudamérica para la práctica del tiro. Un año más tarde nacía el primero en tierras santafesinas: "Sociedad de Tiro Suizo de San Carlos Sud" (Santa Fe).
En el año 1886 nace la primera institución de tiro fundada por argentinos, el "Tiro Federal de Mendoza".
A partir de la década del 1890 por iniciativa del Cnel. Benjamín Ricchieri comienzan a fundarse los Tiros Federales en las principales ciudades del país. El objetivo de las autoridades argentinas era que a través de estas instituciones se adiestrara a la población para la defensa nacional, debido a los numerosos problemas limítrofes de la época.
En la actualidad la única institución fundada por suizos que continúa vigente con su denominación de origen es la Sociedad Tiro Suizo Rosario, ya que el resto de las entidades suizas fueron absorbidas o fusionadas por los "Tiros Federales", o directamente dejaron de existir.

## Origen y evolución de los clubes de tiro
Seguidamente se detallan las institución fundadas por suizos y alemanes, y desde 1890 como empiezan a sucederse los diferentes Tiros Federales:

### Entidades fundadas por suizos
| Año  | Nombre original                                | Nombre actual                           | Provincia  |
| ---- | ---------------------------------------------- | --------------------------------------- | ---------- |
| 1859 | Sociedad Internacional Suiza de Villa San José | Tiro Federal Argentino de San José      | Entre Ríos |
| 1860 | Sociedad de Tiro Suizo de San Carlos Sud       | Tiro Federal Argentino Suizo San Carlos | Santa Fe   |
| 1866 | Tiro Suizo de Esperanza                        | Tiro Federal de Esperanza               | Santa Fe   |
| 1872 | Tiro Suizo de San Jerónimo Norte               | Tiro Federal Argentino – Ex Tiro Suizo  | Santa Fe   |
| 1872 | Tiro Suizo de Buenos Aires                     | Desaparecido                            | C.A.B.A.   |
| 1884 | Sociedad de Tiro Alemán de Progreso            | Desaparecido                            | Santa Fe   |
| 1889 | Tiro Suizo Unión Liberal Tisinense de Rosario  | Sociedad Tiro Suizo Rosario             | Santa Fe   |
| 1889 | Tiro Suizo de Felicia                          | Tiro Federal de Felicia                 | Santa Fe   |
| 1894 | Tiro Suizo de Tucumán                          | Desaparecido                            | Tucumán    |

### Primeros Tiros Federales fundados en el siglo XIX
| Año  | Club                                   | Provincia    |
| ---- | -------------------------------------- | ------------ |
| 1886 | Tiro Federal Argentino de Mendoza      | Mendoza      |
| 1891 | Tiro Federal Argentino de Buenos Aires | C.A.B.A.     |
| 1895 | T.F. de Mercedes                       | Buenos Aires |
|      | Tiro de Monte Caseros                  | Corrientes   |
|      | Soc. Italiana de Tiro a Segno          | Buenos Aires |
|      | T.F.A. de La Plata                     | Buenos Aires |
|      | T.F.A. de San Luis                     | San Luis     |
|      | T.F.A. de Rafaela                      | Santa Fe     |
|      | T.F.A. de Luján                        | Buenos Aires |
|      | T.F.A. de Santa Fe                     | Santa Fe     |
| 1896 | T.F.A. de Villaguay                    | Entre Ríos   |
|      | T.F.A. de Concepción del Uruguay       | Entre Ríos   |
|      | T.F.A. de San Nicolás                  | Buenos Aires |
|      | T.F.A. de San Francisco                | Córdoba      |
| 1897 | T.F.A. de Bahía Blanca                 | Buenos Aires |
|      | T.F.A. de Campana                      | Buenos Aires |
| 1898 | T.F.A. de Paraná                       | Entre Ríos   |
|      | T.F.A. de Catamarca                    | Catamarca    |
|      | T.F.A. de San Pedro                    | Buenos Aires |
|      | T.F. de Concordia                      | Entre Ríos   |
|      | T.F. de Pigüé                          | Buenos Aires |
|      | T.F. de Rosario del Tala               | Entre Ríos   |
|      | T.F.A. de Colón                        | Entre Ríos   |
|      | T.F.A. de San Fernando                 | Buenos Aires |
|      | T.F.A. de Rosario                      | Santa Fe     |
|      | Tiro Gral. Belgrano (Ojo de Agua)      | Córdoba      |
|      | S.T. y G. De San Gerónimo Sur          | Santa Fe     |
|      | T.F.A. de Las Toscas                   | Santa Fe     |
|      | T.F.A. de Azul                         | Buenos Aires |
|      | Polígono de Tiro Gral. Alvear (Rojas)  | Buenos Aires |

### Siglo XX y nuevos clubes
Comenzado el siglo XX la pasión por el tiro en Argentina no se detiene. Siguieron desarrollándose polígonos que dieron origen a nuevas entidades, entre las más importantes se encuentran:
1901
- Tiro Federal de La Rioja[11]
- Tiro Federal de Marcos Juárez[12]
- Tiro Federal 7 de Marzo, Carmen de Patagones

1914
- Tiro Federal de Córdoba[13]
- Asociación de Tiro y Gimnasia de Quilmes[14]

1936
- Tiro Federal de Salta[15]
- Tiro Federal de Mar del Plata[16]

## Categorización de los polígonos
El Registro Nacional de Armas (RENAR) es el organismo oficial encargado de establecer y controlar las medidas de seguridad en los polígonos de tiro. Divide en cuatro categorías los sectores de tiro según el tipo de arma:
- sector de tiro con armas cortas
- sector de tiro con armas largas:

rango 150 m o más, para fusil de gran poder
rango hasta 50 m, para calibre .22 lr
- sector de tiro al vuelo
- sector de tiro práctico

En la actualidad hay pocos polígonos en el país con líneas de tiro a 200 y 300 m, debido al alto costo que implica mantener la infraestructura y el bajo interés por parte de los tiradores de esta especialidad. Por tal circunstancia, últimamente se utiliza y recomienda el uso de las líneas de 150 m con blancos reducidos de 200 y 300 m.